# Рено (команда Формулы-1, 2016—2020)
Рено́ (фр. Renault) — команда-конструктор, выступавшая в чемпионате Формулы-1 в период с 2016 по 2020 годы. После недолгого периода, со времен участия команды в чемпионатах мира 2002—2011 (и одержавшая в этот период две победы) данной так и не удалось победить ни в одном Гран-при. Лучший финиш — второе место на Гран-при Сахира 2020 года.
В 2021 году была преобразована в команду Alpine.

## История
28 сентября 2015 года Renault Sport F1 объявила о подписании договора между Renault Group и Gravity Motorsports, принадлежащей Genii Capital, о намерениях покупки команды Lotus F1 Team (которая принадлежала Renault до 2010 года) в течение следующих недель для выступления в сезоне-2016 как Renault Sport Formula One Team. 3 декабря 2015 года Renault подтвердила приобретение Lotus F1 Team и подготовку к сезону-2016, а также анонсировала презентацию в начале 2016 года, на которой будут представлены пилотский состав и общая структура команды.

### 2010-е

#### Renault Sport Formula One Team
Команда получила название Renault Sport Formula One Team.

##### Сезон 2016
3 февраля 2016 года Renault представила тестовую ливрею автомобиля на этот сезон, Renault R.S.16, и подтвердили Кевина Магнуссена и Джолиона Палмера в качестве боевых пилотов, а также чемпиона GP3 2015 года Эстебана Окона в качестве резервного пилота. По мимо Окона в качестве тест пилотов выступали Сергей Сироткин, Николас Латифи и Кармен Хорда. Также были объявлены молодые пилоты, которые присоединятся к молодёжной программе Renault Sport, это были Оливер Роулэнд, Джек Эйткен, Луи Делетраз и Кевин Йорг. Кроме того, Боб Белл был утвержден в качестве технического директора, а Фредерик Вассёр (руководитель ART Grand Prix) — в качестве нового гоночного директора команды.
Renault Sport F1 тесно сотрудничает с альянсом Renault-Nissan, но, несмотря на это, имеет соглашения с прочими спонсорами, среди которых есть такие компании как Bell & Ross, Devialet, EMC, Genii Capital, Infiniti, Total, CD-adapco, Microsoft, Pirelli, OZ Racing и Jack & Jones.
2016 год получился довольно трудным для Renault. Машина была слишком медленной и ненадёжной, что наверняка произошло из-за реструктуризации команды. Первые очки команде принёс Магнуссен на Гран-при России, заняв седьмое место. После этого команда пережила долгую серию уик-эндов, когда не могла набрать ни одного очка. В завершающей трети сезона каждому из пилотов Renault удалось по разу зацепиться за десятое место, сначала это сделал Магнуссен на Гран-при Сингапура, а затем и Палмер в Малайзии. По итогам сезона Renault набрали всего 8 очков, этот результат позволил команде из Энстоуна занять девятое место из одиннадцати. От расположившегося на восьмом месте Haas их отделяло 21 очко.

##### Сезон 2017
Перед началом этого сезона в Renault поменялся руководитель, 11 января 2017 года Фредерик Вассёр покинул команду из-за разногласий с руководством, в итоге её управление перешло в руки Жерома Столла и управляющего директора Сириля Абитебуля. В пилотском составе также произошли перестановки. 14 октября 2016 года Renault объявили о трёхлетнем контракте с немецким гонщиком Нико Хюлькенбергом, он должен был начать выступления с начала сезона-2017. Позже, Кевин Магнуссен предпочёл покинуть команду и перейти в Haas, благодаря этому место второго пилота сохранилось за Джолионом Палмером. Свои места тест пилотов сохранили Сергей Сироткин и Николас Латифи, так же к ним присоединился Оливер Роуленд.
Презентация болида Renault R.S.17 состоялась 21 февраля, машина сохранила палитру цветов, однако в этот раз чёрного стало значительно больше. На ливрее также появились логотипы Castrol, нового партнёра Renault. По ходу сезона у команды изменился состав пилотов, перед Гран-при США Палмер был заменён на Карлоса Сайнса, что произошло благодаря слабым результатам британца. Сайнс ярко провёл свой первый гоночный уик-энд в составе новой команды: ему удалось квалифицироваться выше своего напарника, а затем занять седьмое место в гонке.
В целом, этот сезон складывался для Renault значительно лучше предыдущего. Приход более опытного пилота пошёл команде на пользу, да и R.S.17 оказалась более конкурентоспособной относительно прошлогодней машины. Хюлькенбергом, в свойственной для себя манере, стабильно набирал очки, однако Палмер почти весь сезон оставался вне очковой зоны. Джолион смог финишировать в очках только на Гран-при Сингапура, заняв шестое место и принеся команде восемь очков. Сайнс, заменивший Палмера, также отметился всего лишь одним очковым финишем. Основным показателем роста команды является её место в зачёте конструкторов. По итогам сезона Renault Sport F1 Team заняли 6 место, на их счету было 57 очков, а позади них оказались такие команды как Toro Rosso, Haas, McLaren и Sauber.

##### Сезон 2018
Нико Хюлькенберг продолжил выступления за Renault в 2018 году, ведь он заключил многолетний контракт ранее. После присоединения к команде в концовке прошлого сезона, Карлос Сайнс остался вторым пилотом Renault в 2018. Команда представила свой новый болид через интернет 20 февраля 2018 года, он получил индекс R.S.18. Ливрея автомобиля претерпела незначительные изменения по сравнению с прошлым сезоном, таким образом сохранив жёлто-чёрную цветовую гамму. В соответствии с изменёнными требованиями безопасности, машина была оснащена Хало — новой системой защиты головы пилота. Помимо этого, Renault представили британца Джека Эйткена в качестве запасного пилота, и россиянина Артёма Маркелова в роли тестера и пилота по развитию.
В отличие от прошлых двух сезонов, Renault уже в первой гонке года набрали очки. Обе машины смогли закончить Гран-при Австралии в очковой зоне, что произошло для этого конструктора впервые с 2005 года. Команда Renault стабильно набирала очки, что позволяло ей держаться на четвёртой позиции в зачёте конструкторов. Основными конкурентами французской команды в этом сезоне являлись Force India, Haas и McLaren. Несмотря на неплохую, в сравнении с Renault, форму этих команд, они, так или иначе, столкнулись с определёнными проблемами по ходу сезона, в то время, как сами Renault продолжали стабильно добывать очки. Это привело к тому, что за несколько этапов до конца года у французов уже был небольшой отрыв. В итоге, сезон 2018 года Renault так и закончили на четвёртом месте в командном зачёте, в их активе было 122 очка. Нико Хюлькенберг набрал достаточно очков, чтобы удержать седьмое место в личном зачёте, а это первое среди пилотов не топ-команд. Успешное выступление Карлоса Сайнса в заключительной гонке сезона позволило ему оказаться впереди Эстебана Окона и Фернандо Алонсо по очкам, он занял 10 место.

#### Renault F1 Team
Команда Формулы-1 Renault в сезоне 2019 будет выступать под новым названием. Имя Renault Sport Formula One Team уйдёт в прошлое. В следующем сезоне конюшня будет переименована в Renault F1 Team. Кроме того, изменён и её логотип.

##### Сезон 2019
В 2019-м в Renault собрала журналистов на базе в Энстоуне. В день 142-летия основателя компании Луи Рено заводская команда представила только раскраску новой R.S.19 на прошлогоднем шасси с новым аэродинамическим обвесом. Сама новая машина, была готова только к началу тестов. В декабре 2018 было объявлено, что команда возвращает старое название и в сезоне 2019 года будут выступать как Renault F1 Team. Renault показали свой новый болид 12 февраля 2019 года на презентации, которая состоялась на их базе в Энстоуне. Ливрея R.S.19, нового болида команды, осталась почти такой-же, как и в 2018 году. Также на болиде больше не было логотипа Estrella Galicia, испанской пивной компании, которая ушла вслед за Сайнсом в McLaren.
3 августа 2018 года появилась новость, что пилот Red Bull Даниэль Риккардо присоединится к Renault и станет напарником Хюлькенберга в 2019 году, таким образом заменив Карлоса Сайнса. Сам же Сайнс перейдёт в McLaren. Спустя несколько недель после презентации болида было объявлено о том, что российский гонщик Сергей Сироткин станет резервным пилотом Renault. Помимо этого, в структуре команды остаются британец Джек Эйткен, выполняющий роль тест-пилота, и китаец Гуаньюй Чжоу в роли пилота по развитию.
По словам Сириля Абитебуля, руководителя команды, за это межсезонье Renault удалось достичь большого прогресса при работе над двигателем, который считался одним из самых неконкурентоспособных в пелотоне, что позволит команде ещё сильнее сократить отставание от тройки ведущих команд.
По итогу сезона команда стала пятой в кубке конструкторов заработав 91 очко,, лучшим результатом в сезоне стало четвёртое место Риккардо на Гран-при Италии.

### 2020-е

#### Renault DP World F1 Team
В команде Renault показали, как будет выглядеть раскраска автомобиля в сезоне Формулы-1 2020 года. Также в команде представили нового спонсора. Логистическая компания DP World стала титульным партнёром коллектива, официальное название которого теперь — Renault DP World F1 Team.

##### Сезон 2020
Чтобы рассказать о новой машине и задачах на сезон, в Renault 12 февраля собрали пресс-конференцию в своём шоуруме на Елисейских полях в Париже.
Бывший пилот Force India и резервный пилот Mercedes Эстебан Окон присоединился к Renault на сезон 2020 года подписав многолетний контракт, заменив Нико Хюлькенберга. Второе место в кокпите занял Даниэль Риккардо выступавший в команде второй год. 11 марта, на презентации новой ливреи Renault R.S.20, было объявлено о сотрудничестве с компанией DP World из Объединённых Арабских Эмиратов, которая стала новым титульным спонсором команды, официально переименованной в Renault DP World F1 Team.
На Гран-при Сахира Renault финишировали на 2-м и 5-м местах, показав лучший результат с момента возвращения в 2016 году в качестве конструктора и набрав 28 очков в одной гонке. В сезоне 2020 года команда также показала два лучших круга в Бельгии и Абу-Даби, в Бельгии это стал первый быстрый круг за десятилетие.
В мае было объявлено, что Риккардо покинет команду Renault в конце года и продолжит карьеру в McLaren. В июле Renault объявила, что Фернандо Алонсо вернётся в Формулу-1 в сезоне 2021 года и будет выступать за команду.
Сезон 2021
В сентябре было объявлено, что команда Renault проведёт ребрендинг и что в существующем виде команда проводит последний сезон в Формуле-1. С 2021 года она будет выступать под именем «Alpine».

## Результаты выступлений Renault в Формуле-1
| Легенда к таблице |                                                                    |
| --- | ------------------------------------------------------------------ |
| В таблице перечислены результаты всех Гран-при Формулы-1, в которых принимала участие команда. Строками таблицы являются сезоны, столбцами — этапы чемпионата мира. В каждой клетке указаны сокращённое название этапа и результаты гонщиков команды, дополнительно обозначенные цветом. Расшифровка обозначений и цветов представлена в нижеследующей таблице. |                                                                    |
| \| Пример \| Описание \| \| ------------ \| ------------------------------------------------------------------ \| \| 1 \| Победитель \| \| 2 \| Второе место \| \| 3 \| Третье место \| \| 5 \| Финишировал, заработав очки \| \| Сход \| Не финишировал, но при этом заработал очки \| \| 12 \| Финишировал, не получив очков \| \| НКЛ \| Финишировал, но не попал в финальную классификацию \| \| 15 \| Участвовал вне зачёта, либо по отдельной классификации \| \| 18 \| Не финишировал, но попал в финальную классификацию \| \| Сход \| Не финишировал \| \| НКВ \| Не прошёл квалификацию \| \| НПКВ \| Не прошёл предквалификацию \| \| ДСК \| Дисквалифицирован \| \| ИСК \| Исключён из протокола соревнований \| \| ТТ \| Заявлен для участия только в тренировках \| \| НС \| Участвовал в квалификации, но не стартовал в гонке \| \| Т \| Травмирован или болен \| \| ОТК \| Отказ от участия \| \| НТР \| Прибыл на соревнования, но на трассу не выезжал \| \| НПР \| Был заявлен в числе участников, но не прибыл к началу соревнований \| \| О \| Соревнования отменены \| \| \| Не участвовал \| \| Поул-позиция \| \| \| Быстрый круг \| \| |                                                                    |
| Пример | Описание                                                           |
| 1 | Победитель                                                         |
| 2 | Второе место                                                       |
| 3 | Третье место                                                       |
| 5 | Финишировал, заработав очки                                        |
| Сход | Не финишировал, но при этом заработал очки                         |
| 12 | Финишировал, не получив очков                                      |
| НКЛ | Финишировал, но не попал в финальную классификацию                 |
| 15 | Участвовал вне зачёта, либо по отдельной классификации             |
| 18 | Не финишировал, но попал в финальную классификацию                 |
| Сход | Не финишировал                                                     |
| НКВ | Не прошёл квалификацию                                             |
| НПКВ | Не прошёл предквалификацию                                         |
| ДСК | Дисквалифицирован                                                  |
| ИСК | Исключён из протокола соревнований                                 |
| ТТ | Заявлен для участия только в тренировках                           |
| НС | Участвовал в квалификации, но не стартовал в гонке                 |
| Т | Травмирован или болен                                              |
| ОТК | Отказ от участия                                                   |
| НТР | Прибыл на соревнования, но на трассу не выезжал                    |
| НПР | Был заявлен в числе участников, но не прибыл к началу соревнований |
| О | Соревнования отменены                                              |
| | Не участвовал                                                      |
| Поул-позиция |                                                                    |
| Быстрый круг |                                                                    |

| Сезон | Шасси  | Двигатель                 | Ш | Гонщики          | 1    | 2    | 3    | 4    | 5    | 6    | 7    | 8    | 9    | 10   | 11   | 12  | 13   | 14   | 15  | 16   | 17   | 18   | 19   | 20   | 21   | Место | Очки |
| ----- | ------ | ------------------------- | - | ---------------- | ---- | ---- | ---- | ---- | ---- | ---- | ---- | ---- | ---- | ---- | ---- | --- | ---- | ---- | --- | ---- | ---- | ---- | ---- | ---- | ---- | ----- | ---- |
| 2016  | R.S.16 | Renault RE16 1,6 V6T      | P |                  | АВС  | БАХ  | КИТ  | РОС  | ИСП  | МОН  | КАН  | ЕВР  | АВТ  | ВЕЛ  | ВЕН  | ГЕР | БЕЛ  | ИТА  | СИН | МАЛ  | ЯПО  | США  | МЕК  | БРА  | АБУ  | 9     | 8    |
| 2016  | R.S.16 | Renault RE16 1,6 V6T      | P | Кевин Магнуссен  | 12   | 11   | 17   | 7    | 15   | Сход | 16   | 14   | 14   | 17   | 15   | 16  | Сход | 17   | 10  | Сход | 14   | 12   | 17   | 14   | Сход | 9     | 8    |
| 2016  | R.S.16 | Renault RE16 1,6 V6T      | P | Джолион Палмер   | 11   | НС   | 22   | 13   | 13   | Сход | Сход | 15   | 12   | Сход | 12   | 19  | 15   | Сход | 15  | 10   | 12   | 13   | 14   | Сход | 17   | 9     | 8    |
| 2017  | R.S.17 | Renault R.E.17 1,6 V6T    | P |                  | АВС  | КИТ  | БАХ  | РОС  | ИСП  | МОН  | КАН  | АЗЕ  | АВТ  | ВЕЛ  | ВЕН  | БЕЛ | ИТА  | СИН  | МАЛ | ЯПО  | США  | МЕК  | БРА  | АБУ  |      | 6     | 57   |
| 2017  | R.S.17 | Renault R.E.17 1,6 V6T    | P | Нико Хюлькенберг | 11   | 12   | 9    | 8    | 6    | Сход | 8    | Сход | 13   | 6    | 17   | 6   | 13   | Сход | 16  | Сход | Сход | Сход | 10   | 6    |      | 6     | 57   |
| 2017  | R.S.17 | Renault R.E.17 1,6 V6T    | P | Джолион Палмер   | Сход | 13   | 13   | Сход | 15   | 11   | 11   | Сход | 11   | НС   | 12   | 13  | Сход | 6    | 15  | 12   |      |      |      |      |      | 6     | 57   |
| 2017  | R.S.17 | Renault R.E.17 1,6 V6T    | P | Карлос Сайнс мл. |      |      |      |      |      |      |      |      |      |      |      |     |      |      |     |      | 6    | Сход | 11   | Сход |      | 6     | 57   |
| 2018  | R.S.18 | Renault R.E.18 1,6 V6T    | P |                  | АВС  | БАХ  | КИТ  | АЗЕ  | ИСП  | МОН  | КАН  | ФРА  | АВТ  | ВЕЛ  | ГЕР  | ВЕН | БЕЛ  | ИТА  | СИН | РОС  | ЯПО  | США  | МЕК  | БРА  | АБУ  | 4     | 122  |
| 2018  | R.S.18 | Renault R.E.18 1,6 V6T    | P | Нико Хюлькенберг | 7    | 6    | 6    | Сход | Сход | 8    | 7    | 9    | Сход | 6    | 5    | 12  | Сход | 13   | 10  | 12   | Сход | 6    | 6    | Сход | Сход | 4     | 122  |
| 2018  | R.S.18 | Renault R.E.18 1,6 V6T    | P | Карлос Сайнс мл. | 10   | 11   | 9    | 5    | 7    | 10   | 8    | 8    | 12   | Сход | 12   | 9   | 11   | 8    | 8   | 17   | 10   | 7    | Сход | 12   | 6    | 4     | 122  |
| 2019  | R.S.19 | Renault E-Tech 19 1,6 V6T | P |                  | АВС  | БАХ  | КИТ  | АЗЕ  | ИСП  | МОН  | КАН  | ФРА  | АВТ  | ВЕЛ  | ГЕР  | ВЕН | БЕЛ  | ИТА  | СИН | РОС  | ЯПО  | МЕК  | США  | БРА  | АБУ  | 5     | 91   |
| 2019  | R.S.19 | Renault E-Tech 19 1,6 V6T | P | Даниэль Риккардо | Сход | 18   | 7    | Сход | 12   | 9    | 6    | 11   | 12   | 7    | Сход | 14  | 14   | 4    | 14  | Сход | ДСК  | 8    | 6    | 6    | 11   | 5     | 91   |
| 2019  | R.S.19 | Renault E-Tech 19 1,6 V6T | P | Нико Хюлькенберг | 7    | 17   | Сход | 14   | 13   | 13   | 7    | 8    | 13   | 10   | Сход | 12  | 8    | 5    | 9   | 10   | ДСК  | 10   | 9    | 15   | 12   | 5     | 91   |
| 2020  | R.S.20 | Renault E-Tech 20 1,6 V6T | P |                  | АВТ  | ШТИ  | ВЕН  | ВЕЛ  | 70Л  | ИСП  | БЕЛ  | ИТА  | ТОС  | РОС  | АЙФ  | ПОР | ЭМИ  | ТУР  | БАХ | САХ  | АБУ  |      |      |      |      | 5     | 181  |
| 2020  | R.S.20 | Renault E-Tech 20 1,6 V6T | P | Даниэль Риккардо | Сход | 8    | 8    | 4    | 14   | 11   | 4    | 6    | 4    | 5    | 3    | 9   | 3    | 10   | 7   | 5    | 7    |      |      |      |      | 5     | 181  |
| 2020  | R.S.20 | Renault E-Tech 20 1,6 V6T | P | Эстебан Окон     | 8    | Сход | 14   | 6    | 8    | 13   | 5    | 8    | Сход | 7    | Сход | 8   | Сход | 11   | 9   | 2    | 9    |      |      |      |      | 5     | 181  |